# 熱水浴室

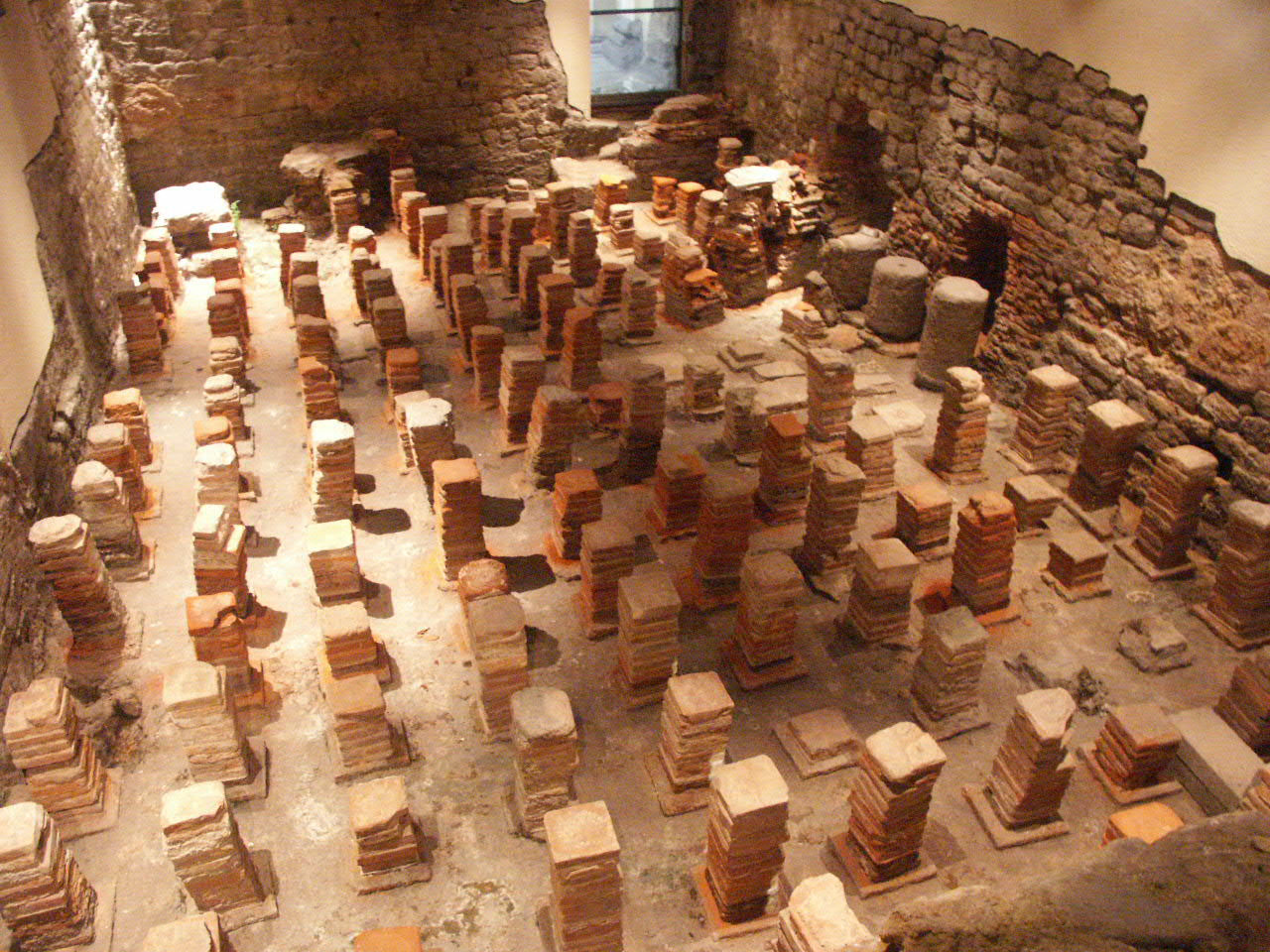
巴斯羅馬浴場的熱水浴室

熱水浴室（Caldarium）是古羅馬浴場的部分之一，通常也是人們最先入浴的浴室。熱水浴室是古羅馬浴場最熱的部分。

## 外部連結
- Greek and Roman baths （页面存档备份，存于） at the Perseus Project